# Келебердянська фортеця
Келебердянська фортеця заснована на початку 17 століття водночас із містечком Келеберда (Кременчуцький район). Розташована на лівобережному дніпровському мисі-півострові, перекриваючи доступ до поселення.

### Історія
Із фортецею пов’язані події селянсько-козацького повстань 1-ї половини 17 століття, визвольної війни 1648–1654, боротьби українського народу проти турецько-татарських і шведських нападників. 

У 17 столітті укріплення фортеці, абриси якої наближалися до чотирикутника, складалися із земляного валу з ровом, палісадом та, ймовірно, 6 дерев’яних башт. 
За планом 1746 року, коли Келеберда була сотенним містечком Полтавського полку, захисні огорожі складалися з валу та рову, в фортецю вели 4 воріт, довжина укріплень сягала 550 саженів. У середині розташовані будинки сотенних установ, дерев’яна церква Різдва Богородиці, крамниці, двори козаків і посполитих. У 2-й половині 18 столітті фортеця занепала.